# Compsosaris
Compsosaris is een geslacht van vlinders van de familie tastermotten (Gelechiidae).

## Soorten
- C. flavidella (Busck, 1914)
- C. testacea Meyrick, 1914